# Posse comitatus
Posse comitatus är ett latinskt uttryck som betyder "samhällets makt" och i länder med common law-system betecknar den fullmakt som ordningsmakten har för att vid behov tillfälligt rekrytera medlemmar ur allmänheten för att hjälpa till att tillfångata en brottsling.

## Etymologi
Ursprungligen användes posse comitatūs för att beteckna invånare sammankallade på order av myndigheterna i 1500-talets England i syfte att hantera en krissituation, t.ex. slå ner lokala uppror eller fånga brottslingar. Uttrycket har också rent generellt betecknat en samling människor, ofta med ont uppsåt.

## Historik
Under engelska inbördeskriget uppbådade lokala myndigheter på båda sidor medlemmar ur allmänheten för att hjälpa till att upprätthålla ordningen och agera mot fiender. Först i och med lagen Sheriffs Act 1887 kodifierades dock funktionen i lag och möjliggjorde för varje grevskaps sheriff att tvångsrekrytera lokala invånare för att hjälpa till att fånga in brottslingar, och bötfälla eller fängsla de som vägrade.
I USA finns denna rätt kvar i de delstater som inte explicit har avskaffat den i lag. En federal lag kallad Posse Comitatus Act stiftades 1878 efter slutet på rekonstruktionstiden som begränsade den federala statsmaktens möjlighet att med militära medel upprätthålla delstatslagar. Lagen förbjöd användandet av USA:s armé som posse comitatus, men gav undantag för militära styrkor som stod under delstaternas kontroll (Nationalgardet och State Defense Forces) samt möjligheten kvarstår enbart för USA:s president att i nödlägen med den federala armén kväsa uppror med stöd av Insurrection Act.